# Deining-Bahnhof
Deining-Bahnhof ist ein Gemeindeteil der Gemeinde Deining im Landkreis Neumarkt in der Oberpfalz.

## Geografie
Die Siedlung Deining-Bahnhof liegt an der Eisenbahnlinie Regensburg – Nürnberg, die 1872 entstand, und neben der Staatsstraße 2220 von Deining Richtung B 299 nahe dem bekannten Laberviadukt.

## Geschichte

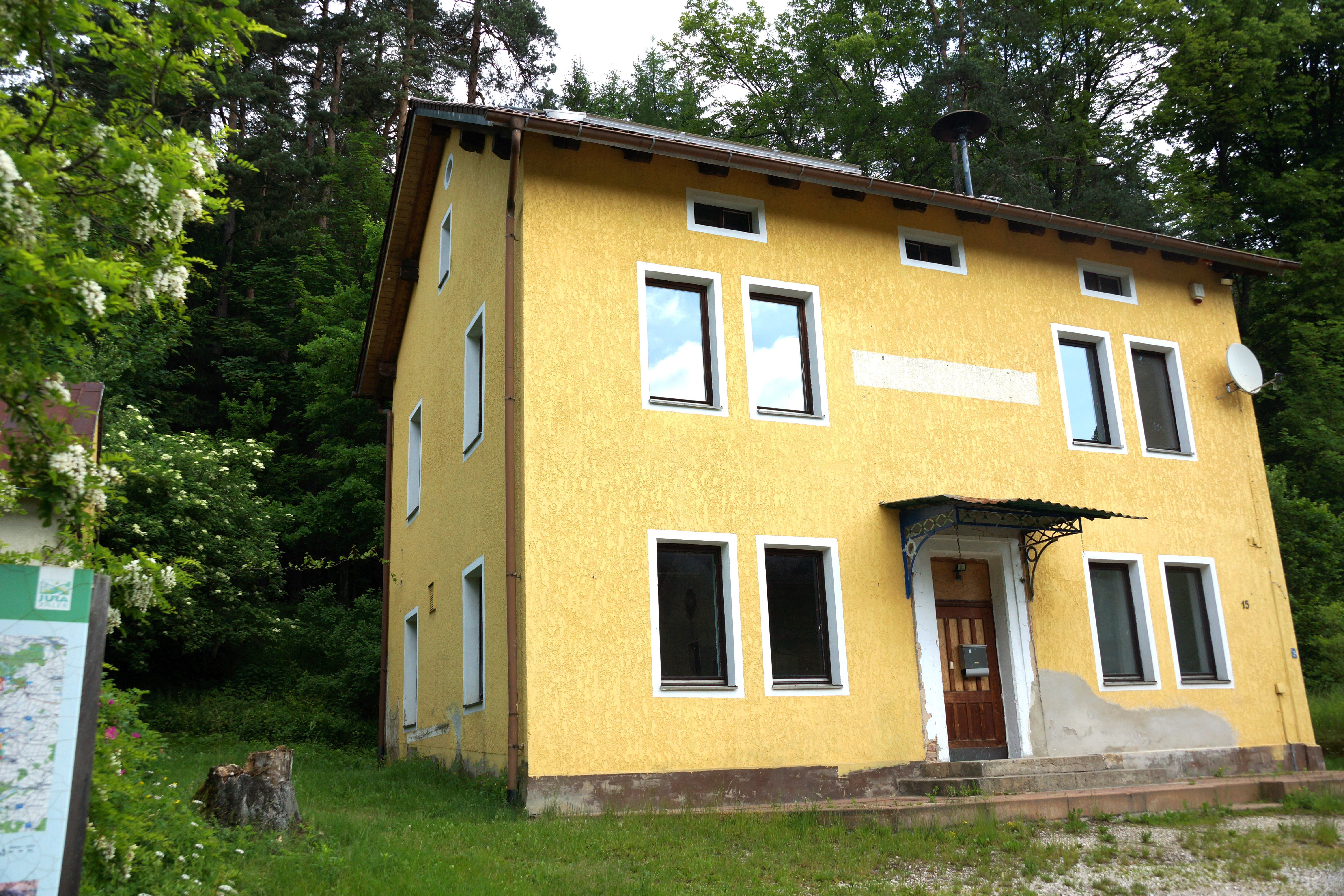
Ehemalige Bahnhofsgaststätte

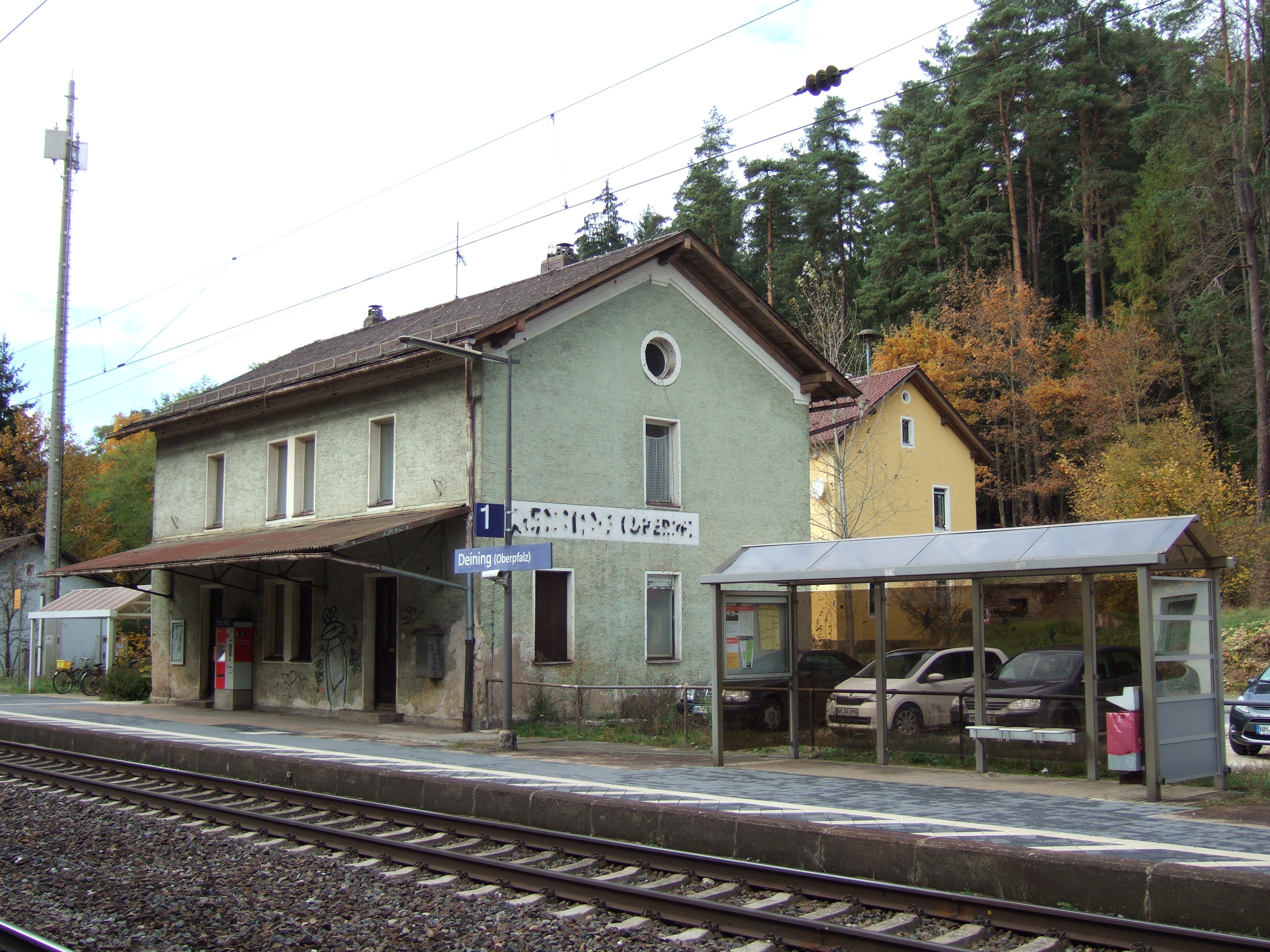
Bahnhof

In der Verwaltungsratssitzung der Ostbahn vom 20. April 1869 wurde der Beschluss gefasst, die Strecke von Regensburg über Etterzhausen – Sengenthal – Neumarkt in der Oberpfalz – Postbauer nach Nürnberg zu bauen. Gegenüber der alten Fahrtroute Regensburg – Nürnberg über Amberg und Schwandorf war dies eine Abkürzung von 35 Kilometern.
Durch die Errichtung einer Haltestelle für Deining wurde das Bahnhofsgebäude und die Bahnhofsgaststätte sowie ein Bahnwärterhaus gebaut. Sie bildeten 1872 den Anfang des Ortes, der politisch zu Leutenbach gehörte, die zuständige Pfarrei, Schule und Post waren in Deining. Die Volkszählung am 1. Dezember 1875 ergab 31 Einwohner.
Die meisten Häuser der jetzigen Siedlung wurden nach dem Zweiten Weltkrieg, um 1948, erbaut. Im Laufe der Jahre wurde aus der Siedlung eine Ortschaft mit über 140 Bewohnern.
Im Zuge der Gebietsreform wurde Deining-Bahnhof am 1. Mai 1978 Gemeindeteil der Gemeinde Deining.
Eine Besonderheit des Ortes war die Bahnhofskirchweih, die so genannte „Jakobskerwa“. Der damalige Bahnhofswirt Jakob Schöll hielt an seinem Namenstag jeweils diese „Hochwaldkirchweih“ mit Tanz auf dem Freiluftboden ab. Im Jahr 2000 wurde eine Herz-Jesu-Kapelle durch einen Kapellenbauverein gebaut und am 15. Juli 2001 durch Dompropst Johann Limbacher aus Eichstätt feierlich eingeweiht. Seither findet die „Kerwa“ immer am zweiten Sonntag nach Ostern statt.

### Einwohnerentwicklung
- 1937: 33[5]
- 1950: 46[6]
- 1961: 63[7]
- 1987: 164[8]
- 2017: 142[9]

## Vereine
Neben dem Obst- und Gartenbauverein (OGV), der hier Ortsverschönerungsverein heißt und 1973 gegründet wurde, gab es noch einen Wanderverein, der 1974 gegründet und 1998 aufgelöst wurde. Er hatte alljährlich eine Wanderung im Rahmen des Internationalen Volkssportverbandes (IVV) veranstaltet.